# Podengo ibicenco
A podengo ibicenco[Nota] (em castelhano:  Podenco ibicenico) é uma raça de cães de caça de tipo primitivo (podengo) da ilha Ibiza na Espanha. Atento a estranhos, é descrito como carinhoso com a família. Por ser um animal de matilha, é tolerante e dócil entre outros cães, mas persegue pequenos animais, principalmente coelhos e lebres, já que foram criados para caçá-los inicialmente. De adestramento considerado difícil, é veloz e possui as variedades de pelo curto e duro.